# Naturdenkmal Felsband am Stein
Das Naturdenkmal Felsband am Stein mit einer Größe von 1,6 ha liegt nordöstlich von Dörnberg im Gemeindegebiet von Bestwig. Das Gebiet wurde 2008 dem Landschaftsplan Bestwig durch den Hochsauerlandkreis als Naturdenkmal (ND) ausgewiesen.